# التحالف العالمي الجديد
التحالف العالمي الجديد منظمة سياسية أميركية نُظمت في أواخر السبعينيات وحُلّت في عام 1983، وسعت إلى توضيح وتنفيذ ما سمته بالأفكار السياسية (التحويلية). وقد وُصفت بأنها أول منظمة سياسية وطنية أمريكية من نوعها والكيان الأول من نوعه الذي يطرح برنامجًا سياسيًا تحوليًّا شاملًا.
واحتفظ التحالف بمكتب وطني على بعد شارعين من البيت الأبيض. وأنشأ فروعًا في أنحاء الولايات المتحدة مُنشئًا على إثره منصّة سياسيّة في 98 صفحة، وأجرى (حلقات بحثية للتوعية السياسية) بهدف مساعدة المشاركين على تعلّم أساليب التواصل في ظل الانقسامات الأيديولوجية والنفسية، لتستهلّ بذلك مشاورات مع المنتخبين على المستوى الوطني، وتُصدر نشرة إخبارية سياسية وطنية شملت فيها جميع الرُعاة بما فيهم «إرنست كالنباش» كاتب رواية إيكوتوبيا (بالإنجليزية: Ecotopia)‏ بالإضافة لعالم النفس «كارل روجرز».
سعى علماء الاجتماع على مر العقود الماضية لتفسير السبب وراء عدم تحقيق التحالف حياة أطول له. لم يكن هناك اتفاق، فقد لامست التفسيرات كلًا من: التاريخ؛ (لم تكن الولايات المتحدة مستعدة بعد)، الثقافة؛ (كان للتحالف ثقافة فرعية تختلف في قيمها وقواعد سلوكيّاتها اختلافًا جوهريًا عن قيم المجتمع السائد حينها وغالبًا ما تتعارض مع الثقافات السائدة)، المعالجة وسير العمل؛ (كان من المرهق جدًا الالتزام باتخاذ القرارات الجماعية كأن يوافق الجميع أو يرفض الجميع)، القيادة (لم يكن لدى أعضاء مجلس الحكم الشخصيات أو المهارات اللازمة لتكوين علاقات مدنيّة بهدف تأسيس قاعدة جماهيرية لهم)، السلوكيات والافتراضات التحوّلية السياسية (إذ قيل إنها انهزامية، غير ملائمة، أو أشبه بالحركات الدينيّة) وأكثر من ذلك.
بعد أن انحلّت المنظمة، اتخذ العديد من مجلس الحكم الأسبق وغيرهم من مؤسسي التحالف -في المرحلة الأولى من حياتهم المهنية-، أفكاراً تحويليّة وانتقلوا بها لمراتب مختلفة، كجعلها على اتصال مع الإدارات العليا، وأن يكون لها تأثير في صناعة القرار، شملت هذا الانتقال حركة حزب الخضر في الولايات المتحدة (GPUS)، والشركات متعددة الجنسيات العالمية، والتي امتدت جهودهم التنظيمية ومنشوراتهم السياسية حتى القرن الحادي والعشرين.

## السياسة (التحويلية)
بدأ العديد من الكتّاب والناشطين السياسيين بعد ما شهدته البلاد من اضطرابات سياسية في ستينيات القرن الماضي، بالبحث عن منظور سياسي جديد، بغية تسليط الضوء على مواضيع مهمّة كتغيير الوعي، علم البيئة، لا مركزيّة السلطة والتعاون العالمي، وهذا ما دفع البعض لتسمية هذا المنظور السياسي الوليد بـ «التحويلي».

### تسمية سياسات التحالف
بالرغم من تسمية سياسة التحالف بالتحوليّة، فقد وُصف التحالف العالمي الجديد بمصطلحات أخرى خلاف ذلك: النموذج الجديد، مؤامرة أكواريان (الدلو)، منحى العصر الجديد، ما بعد الليبرالي، ما بعد الاشتراكي، البيئي. وقد وجدت مجلّة ليبرتارية في نشرة التحالف الإخبارية بأنها «تحررية بشكل مدهش»، فيما وصف كتاب «المركزية الراديكالية» التحالف بأنه وسط متشدد، ولكن مع هذا، بقي (التحوّل) المصطلح الأكثر استخدامًا لوصف سياسات التحالف سواء من قِبل علماء السياسة أو من هم في التحالف نفسه. فعلى سبيل المثال، كان لرئيس التحالف مقالًا يحمل عنوان «التحالف العالمي الجديد: نحو سياسة تحويلية»، فيما حملت المنصة السياسية للتحالف عنوان «منصة التحوّل: بدء الحوار».
أبرز الأهداف السياسية للتحالف العالمي الجديد:
- سياسة الأمل.
- سياسة التعافي.
- سياسة إعادة الاكتشاف.
- سياسة النمو البشري.
- سياسة البيئة.
- سياسة المشاركة.
- سياسة المقياس المناسب.
- سياسة العولمة.
- سياسة الإبداع التكنولوجي.
- سياسة الروحانية.

### وصف سياسات التحالف
بُذلت محاولات شتّى لوصف النهج الذي يسير وفقه التحالف في سياسته التحويلية، فقد أجرت الكاتبة والناقدة الثقافية «آني غوتليب» مقابلة مع أحد أعضاء التحالف والذي قال بأن هدفه كان «تجسيد رؤية شمولية جديدة للسياسة في أمريكا»، فيما قال كل من المستقبليين «جيسيكا ليبناك» و «جيفري ستامبس» بأن التحالف كان يحاول إدخال القيم في السياسة والتي كانت خارجه حسب التقاليد، وقد سمّت الناشطة البيئية «سارة باركين» بعض هذه القيم، كالتعافي/الشفاء، إعادة الاكتشاف والروحانية. فيما ركّز الباحث «ج. جوردن ميلتون» وزملاؤه على التزام التحالف بجمع الأضداد المفترضة -اليسار واليمين، الشخصية والسياسة-.
في مقابلة له، قال «بوب أولسون» رئيس التحالف مُقتبسًا الثقافة اليونانيّة القديمة لبايديا Paideia: «يريد التحالف بناء مجتمع تعمل فيه كل مؤسسة على توجيه وتطوير قدرات وإمكانات الناس».
عبّر كل من المنظرين السياسيين «كورين ماكلولين» و«جوردون ديفيدسون» ما شعروا به فيما جاء في الفقرة الحادية من وثيقة التحالف: «الطريقة الوحيدة لأن نعيش حياتنا بها هي السياسة، ليست منصبًا لنشغله، السياسة هي الطريقة التي نعامل بها بعضنا البعض، سواء كنا أفرادًا، مجموعات أو حكومة، إنها الطريقة التي نتعامل بها مع بيئتنا والتي نتعامل بها مع أنفسنا».
وأشار العالم السياسي «آرثر شتاين» في جامعة رود آيلاند إلى فقرة أخرى من وثيقة التحالف: «يسعى التحالف العالمي الجديد إلى الابتعاد عن الصراعات القديمة لليسار ضد اليمين، ويساعد في خلق إجماع في الرأي بالاعتماد على الحاجات الملحة، ويشدد على النمو الشخصي -ورعاية الآخرين-بدلًا من النمو المادي العشوائي، ويعتمد على الحركات الاجتماعية في الماضي القريب لتكوين قيم جديدة كالمسؤولية البيئية، تحقيق الذات، التعاون والمشاركة على مستوى الكوكب، إنه يرتكز على التراث المحافظ للقيم كالمسؤولية الشخصية، الاعتماد على الذات، التوفير، المجتمع والجوار، إنها مستخلصة من التقاليد الليبرالية الملتزمة بحقوق الإنسان، الحقوق المدنية، العدالة الاقتصادية والعدالة الاجتماعية، ونسمّي هذا التركيب بـ سياسة العالم الجديد».

## التاريخ

### تنظيم الجولات
بدأ التنظيم للتحالف في عام 1978، عندما بدأ الكاتب مارك ساتان جولة لمدة عامين في أمريكا الشمالية. وعلى الرغم من أن هذه الجولة كانت تهدف في البداية إلى الترويج لأحد كتبه في المؤتمرات وغيرها من المناسبات، إلا أنها سرعان ما توسعت إلى محاولة تحديد موقع هؤلاء الذين يريدون تأسيس منظمة سياسية جديدة ذات منظور سياسي جديد.
وقال ساتين لمؤلفي كتاب (الربط الشبكي) إنه سافر (بانتظام) إلى 24 مدينة ومنطقة في مختلف أنحاء القارة. وأعرب عن اهتمامه بصفة خاصة بإيجاد أشخاص ملتزمين بما فيه الكفاية لتعبئة الاستبيان الشامل عن المنظمة المقبلة. ووفقًا لمجلة واحدة، وبحلول صيف 1979 كان قد سافر ساتين لأكثر من 50000 ميل، معظمهم على متن حافلة غراياوند. وتوقف عندما وجد 500 شخص كانوا على استعداد للإجابة على الاستبيان.

### الاستبيان
جاء الاستبيان عندما أُلف وأُرسل في النهاية وكان حوالي 21 صفحة. ثم قارنه أحد نصوص العلوم السياسية باستطلاع ديلفي. وهي تتألف إلى حد كبير من أسئلة الاختيار المتعدد حول ما ينبغي أن تتألف منه المنظمة السياسية الموجهة نحو التحول. وقد تناولت بعض الأسئلة السياسة؛ على سبيل المثال، «كيف يمكننا جعل الزراعة العائلية الصغيرة خيارًا متاحًا للأميركيين؟» وتناولت أسئلة أخرى مجال الهيكلة ــ «إلى أي مدى ينبغي لمجلس الإدارة أن يكون كبيرًا؟».
أرسل الاستبيان إلى 500 شخص ومن بينهم 350 شخصًا أجابوا على الاستبيان. ووصف مؤلف كتاب (الأحزاب الخضر) المشاركين بأنهم أشخاص يشاركون في أعمال النمو الشخصي والتغيير الاجتماعي. وقد وصف محررو كتاب حول السياسة التحويلية هؤلاء بأنهم «أكاديميون وخبراء في السياسة وناشطون سياسيون مهتمون بهذا المنظور السياسي الناشئ».
ورغم أنه لم يكن واضحًا إلى أي مدى اتبعت المنظمة الاستبيان في تشكيل نفسها، فقد رأى أحد العلماء السياسيين أنه من المهم أن يكون (المصدر العظيم) للمشاكل السياسية الأمريكية بين المجيبين على الاستبيان هو (مواقفنا وقيمنا).